# Seznam zápasů severomakedonské fotbalové reprezentace na Mistrovství Evropy
Severomakedonská fotbalová reprezentace byla celkem 1x na mistrovstvích Evropy ve fotbale a to v letech 2021.
- Aktualizace po ME 2021 - Počet utkání - 3 - Vítězství - 0 - Remízy - 0 - Prohry - 3

| Číslo | Soupeř     | Výsledek | MS      | Fáze turnaje       | Góly Severní Makedonie |
| ----- | ---------- | -------- | ------- | ------------------ | ---------------------- |
| 1.    | Rakousko   | 1 – 3    | ME 2021 | základní skupina C | Goran Pandev           |
| 2.    | Ukrajina   | 1 – 2    | ME 2021 | základní skupina C | Ezgjan Alioski         |
| 3.    | Nizozemsko | 0 – 3    | ME 2021 | základní skupina C | Ne                     |